# Wikipédia en afrikaans
Wikipédia en afrikaans (en afrikaans : Afrikaanse Wikipedia) est l’édition de Wikipédia en afrikaans, langue germano-néerlandaise parlée principalement en Afrique du Sud et en Namibie. L'édition est lancée le 16 novembre 2001,. Son code est : af.
Au 21 mars 2025, l'édition en afrikaans contient 123 280 articles et compte 186 194 contributeurs, dont 200 contributeurs actifs et 14 administrateurs.

## Présentation

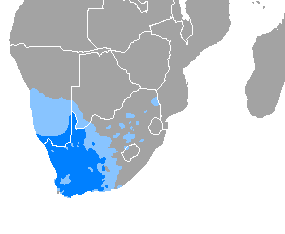
Répartition géographique de l'afrikaans.

## Statistiques
- En 2007, elle est la deuxième version de Wikipédia parmi les langues africaines « non coloniales », après celle en swahili et devant celle en zoulou[3].
- En juin 2021, elle compte quelque 98 000 articles, ce qui en fait à cette date la 71e plus grande version de Wikipédia, la deuxième dans une langue africaine après celle en arabe égyptien.
- Le 20 septembre 2022, elle contient 104 741 articles et compte 153 537 contributeurs, dont 161 contributeurs actifs et 16 administrateurs.
- Le 2 octobre 2023, elle contient 111 551 articles et compte 167 394 contributeurs, dont 204 contributeurs actifs et 13 administrateurs.
- Le 19 août 2024, elle contient 118 119 articles et compte 179 291 contributeurs, dont 192 contributeurs actifs et 14 administrateurs.